# تشابه (هندسة)

الأشكال ذات اللون المتماثل هي أشكال متشابهة.

يُقال عن شكلين أنهما متشابهان إذا كان أحدهما مطابقا للآخر بعد إجراء تحجيم عليه (تكبير أو تصغير)، مع دوران أو نقل إضافيين للحصول على الاتجاه الصحيح المطابق للشكل الأصلي. على سبيل المثال، جميع الدوائر هي أشكال متشابهة لبعضها البعض لأنها تختلف فقط في نصف القطر، كما أن جميع المربعات متشابهة لبعضلها البعض، ولكن ليس جميع القطوع الناقصة مشابهة لبعضها البعض، كذلك الأمر بالنسبة للقطوع الزائدة.

## أنواع التشابه
التشابه في المستوي المركب نوعان، تشابه مباشر وتشابه غير مباشر.
- التشابه المباشر : هو كل تحويل نقطي معرّف ب {\displaystyle f(z)=a\times z+b}

حيث : العدد a ينتمي إلى مجموعة الأعداد المركبة C، وطويلة a تساوي 1 : {\displaystyle |a|=1}
هو تشابه مباشر مركزه W ذو اللاحقة {\displaystyle {\frac {b}{1-a}}} وزاويته عمدة a أي:
{\displaystyle \operatorname {arg} (a)}
، ونسبته k=a
يرمز له بـ : {\displaystyle S(W,Q,k)}
- التشابه غير المباشر : هو أحد أنواع التشابه وهو من التحويلات النقطية الرياضية.

## نتائج التشابه
- أطوال الأضلاع المتقابلة بين الشكلين المتشابهين متناسبة.
- قياسات زواياهما المتقابلة متساوية.
- نسبة محيطي مضلعين متشابهين تساوي نسبة التشابه بينهما.
- نسبة مساحتي مضلعين متشابهين تساوي مربع نسبة التشابه.

## التشابه فيالمثلثات
يقال عن مثلثين أنهما متشابهين إذا كانت الزوايا المتقابلة من كل منهما متساوية، أي عندما ينتج أحدهما عن الآخر بتكبيره أو تصغيره. وتكون أطوال أضلاع المثلثين المتشابهين متناسبة، أي أنه إذا كان طول أقصر أضلاع المثلث الأول هو ضعفا طول أقصر أضلاع المثلث الثاني، فإن طول كل من الضلعين الأطول والمتوسط من المثلث الأول هو ضعفا طولي الضلعين الأطول والمتوسط من المثلث الثاني أيضا، وبالتالي فإن النسبة بين طولي الضلعين الأقصر والأطول في المثلث الأول مساوية للنسبة بين طولي الضلعين الأقصر والأطول في المثلث الثاني. ويرمز للتشابه بالرمز (~)
حالات التشابه:
- يتشابه مثلثان إذا تناسبت أطوال الأضلاع المتناظرة فيهما(ضلع، ضلع، ضلع).
- يتشابه مثلثان إذا تساوت زاويتان من المثلث الأول مع زاويتين في المثلث الثاني (زاويا).
- يتشابه مثلثان إذا تساوى قياس زاوية من مثلث قياس زاوية من مثلث آخر وتناسبت أطوال الضلعين اللذين يحتويان هذه الزاوية (ضلع، زاوية، ضلع).